# Baba Despina
Pour plus de détails, voir Fiche technique et Distribution.
Baba Despina (en macédonien : Баба Деспина) est un court film documentaire muet en noir et blanc, réalisé en 1905 par les pionniers du cinéma balkanique, les frères Yannakis et Milton Manákia, dans le petit village aroumain d'Avdella, situé dans le vilayet ottoman de Monastir, actuellement en Grèce.

## Histoire et contexte
Les frères Yannakis et Milton Manákia, d'origine valaque, sont passionnés de photographie. En 1905, ils travaillent à la mise en place d’un atelier de photographie artistique à Bitola, ville située au sud de la Macédoine (alors, province de l'Empire Ottoman). La même année, Janaki part en faire un court voyage à Londres et en rapporte une caméra Biographe. Les frères décident alors de filmer leur grand-mère[Information douteuse] et d’autres tisseuses dans leur village natal : c’est le premier film jamais tourné dans les Balkans.

## Film
Ce film, mini-documentaire d'une minute, montre une femme très âgée, Despina Manákia ainsi que d'autres tisserandes. La femme âgée filmée en train de filer du coton au début du film est présentée comme étant âgée de 114 ans (née en 1791[Quand ?]).

## Analyse
Née en 1791[source insuffisante], Despina Manákia (appelée Baba Despina dans le film, c’est-à-dire grand-mère Despina), sujette ottomane, est considérée comme la personne la plus âgée jamais filmée. Ce court métrage, colorisé ultérieurement, montre une femme qui aurait donc vécu à trois siècles différents.

## Conservation
La cinémathèque de Skopje, capitale de la Macédoine du Nord, a conservé quarante-deux films des frères Manakis. D'autres films présentent des rituels religieux et des fêtes populaires datant de la même période que ce film avec leur grand-mère.